# Полибино (Данковский район)
Поли́бино — село Данковского района Липецкой области, в 40 километрах от Куликова поля и 45 км от Данко́ва, недалеко от места схождения границ Липецкой, Рязанской и Тульской областей.

## История
Селение основано в середине XVII века стольником Б. Ф. Полибиным; его фамилия осталась в названии. Его поместье упоминается в переписных книгах Данковского уезда 1676 года.

## Население
| 1859 | 1906 | 2010 |
| ---- | ---- | ---- |
| 356  | ↗515 | ↘342 |

## Достопримечательности

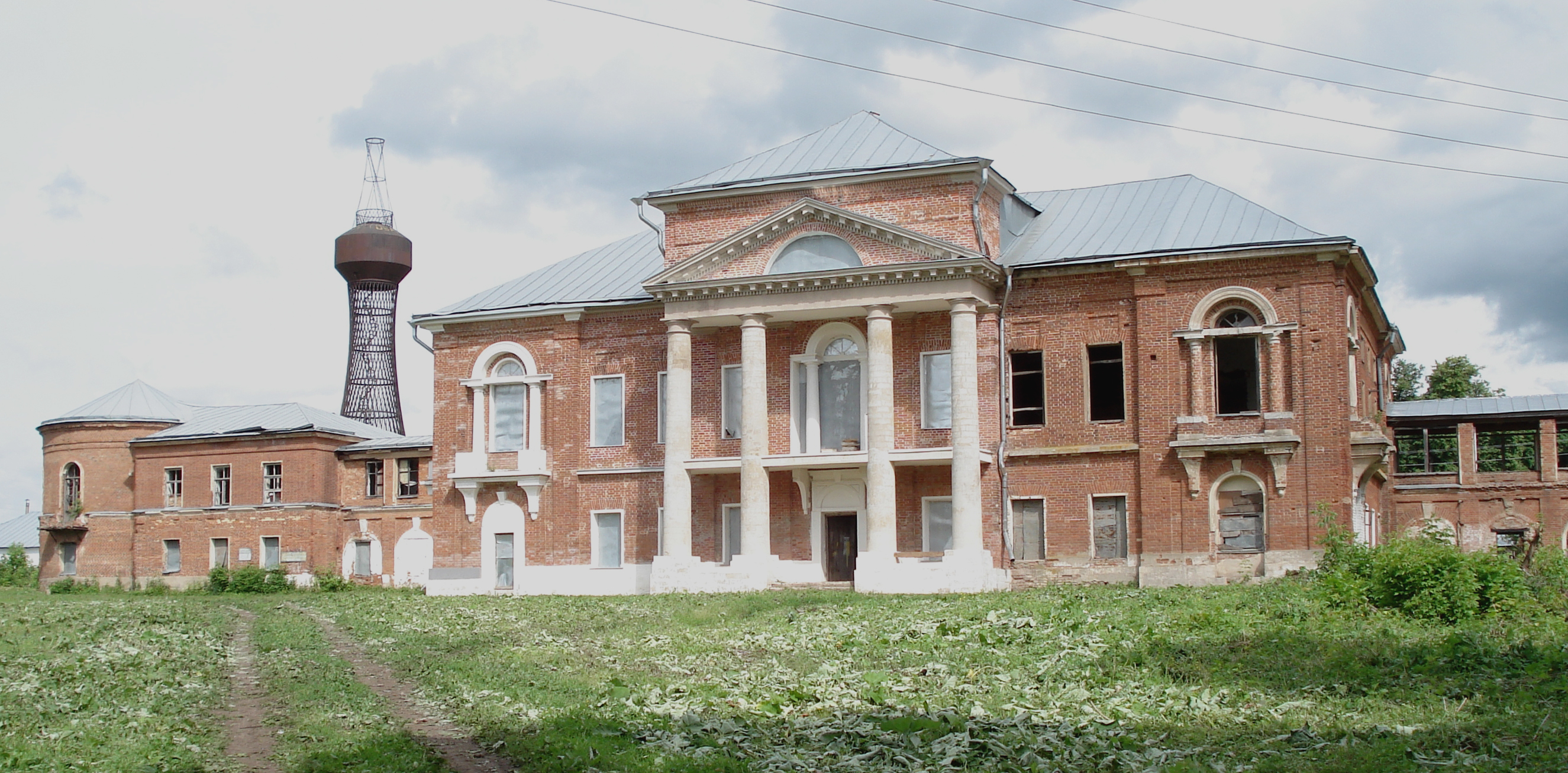
Усадебный дом и Шуховская башня

В Полибине на правом берегу реки Дон, напротив старого Данковского городища расположена усадьба дворян Нечаевых. Постановлением Совета Министров РСФСР № 624 от 4 декабря 1974 года усадебный дом, близлежащая гиперболоидная конструкция, парк с прудами и служебные постройки усадьбы объявлены памятниками архитектуры федерального значения, охраняемыми государством.